# Ringkaiserfisch
Der Ringkaiserfisch (Pomacanthus annularis) ist eine Art der Gattung Pomacanthus aus der Familie der Kaiserfische (Pomacanthidae). 

## Erscheinungsbild
Ringkaiserfische werden bis zu 30 Zentimeter lang. Ihre Körpergrundfarbe ist braungelb. Blaue Streifen erstrecken sich vom Kopf ausgehend über den Körper und enden in der leicht ausgezogenen Rückenflosse. Die Schwanzflosse ist weiß.
Junge Ringkaiserfische sind dunkelblau mit hellblauen und weißen senkrechten Streifen am Körper.

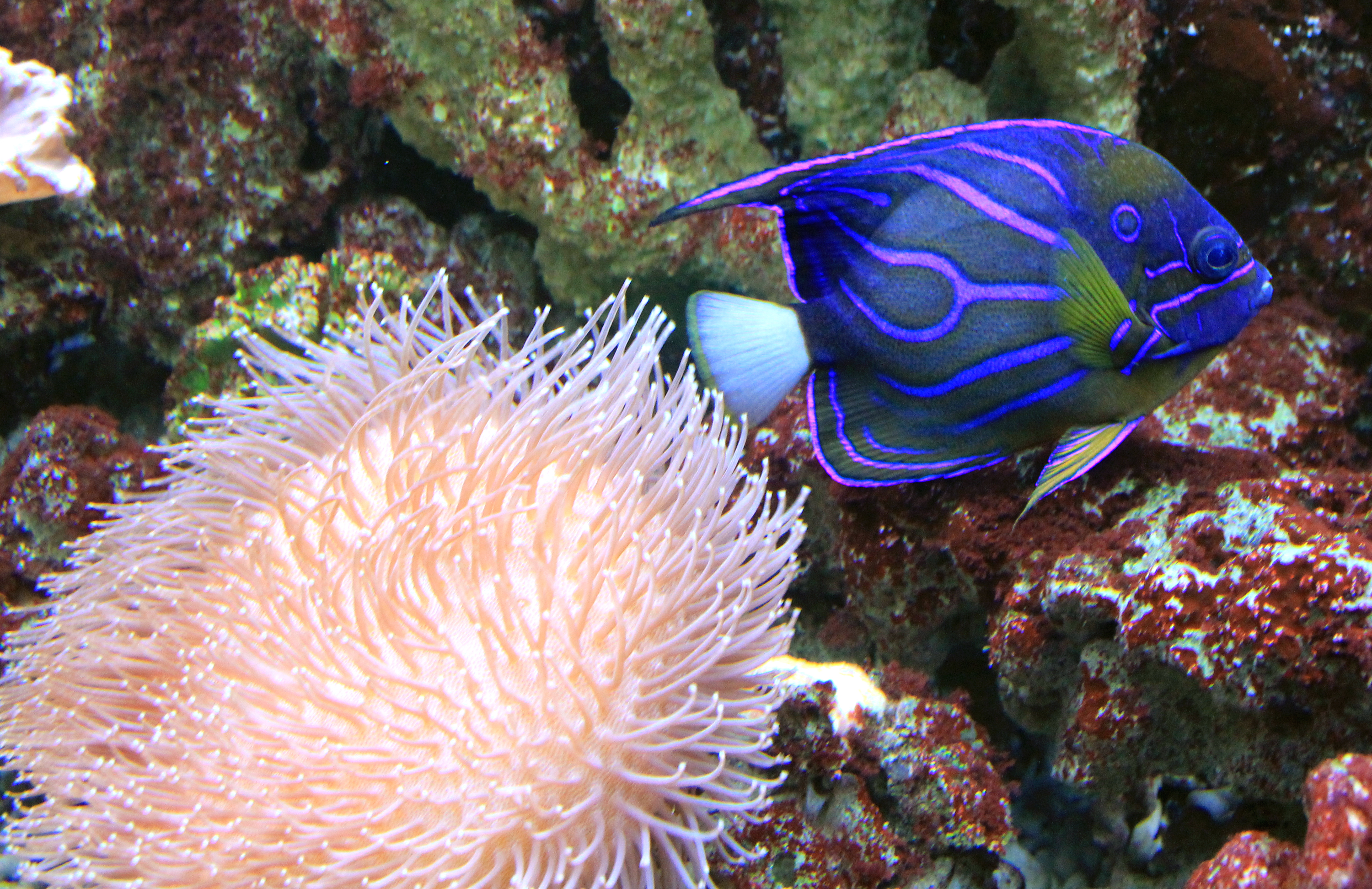
Im Meeresaquarium in Prag

## Verbreitung
Er lebt im tropischen Indopazifik, von der Küste Ostafrikas bis nach Japan und zu den Fidschi-Inseln. Ringkaiserfische leben allein in Tiefen von 1 bis 30 Metern. Dabei bevorzugen sie Korallen- und Schwammreiche Regionen. 

## Ernährung
Ringkaiserfische  ernähren sich von Schwämmen, Seescheiden und Algen. 

## Aquarienhaltung
Ringkaiserfische werden gelegentlich für Haltung in Meerwasseraquarien importiert. Verantwortliche Liebhaber sollten vom Kauf absehen, da man Tieren dieser Größe keinen angemessenen Lebensraum bieten kann. Zudem ist der Ringkaiserfisch neben dem Pfauen-Kaiserfisch (Pygoplytes diacanthus) der empfindlichste Großkaiserfisch. 